# Léon Rochefort
Joseph Fernand Léon Rochefort (Cap-de-la-Madeleine, 4 maggio 1939) è un ex hockeista su ghiaccio canadese che nel corso della carriera ha giocato in National Hockey League nonché zio di Normand, anch'egli giocatore di hockey professionista.

## Carriera
Rochefort giocò a livello giovanile per due stagioni nella Ontario Hockey Association prima di esordire fra i professionisti nella stagione 1959-1960 in Eastern Professional Hockey League nell'organizzazione dei New York Rangers. Nel corso delle sue prime quattro stagioni esordì in National Hockey League giocando però sole 24 partite, trascorrendo la maggior parte dell'anno in EPHL o in AHL con i Baltimore Clippers.
Nel 1963 cambiò squadra e passò ai Montreal Canadiens. Anche qui però Rochefort ebbe difficoltà a trovare un posto in prima squadra e trascorse quattro anni nel farm team principale dei Quebec Aces in AHL rientrando a Montréal solo per alcuni frangenti. Nella stagione 1965-1966 riuscì a disputare anche i playoff e a conquistare la prima Stanley Cup della propria carriera.
Nell'estate del 1967, rimasto senza contratto, Rochefort fu scelto durante l'NHL Expansion Draft dai Philadelphia Flyers, una delle sei nuove franchigie iscritte alla National Hockey League. Con i Flyers riuscì finalmente a trovare un posto da titolare stabilendo nel campionato 1967-1968 il primato in carriera con 42 punti in 74 partite di stagione regolare partecipando inoltre all'NHL All-Star Game.
Nella fase finale della propria carriera Rochefort cambiò spesso squadra, restando per una o massimo due stagioni. Dopo un anno con i Los Angeles Kings fece ritorno ai Canadiens vincendo il titolo nel 1971,, in seguito vestì invece le maglie dei Detroit Red Wings, degli Atlanta Flames  e dei Vancouver Canucks. All'inizio della stagione 1975-1976 Rochefort fu mandato in prestito in Central Hockey League ai Tulsa Oilers e con loro conquistò l'Adams Cup. Al termine di quell'anno si ritirò dalle competizioni.

## Palmarès

### Club
- Stanley Cup: 2

Montreal: 1965-1966, 1970-1971
- Adams Cup: 1

Tulsa: 1975-1976

### Individuale
- NHL All-Star Game: 1

1968